# Vitsvansad åsnehare
Vitsvansad åsnehare eller vitsvanshare (Lepus townsendii) är ett däggdjur i familjen harar (Leporidae). Utbredningsområdet sträcker sig främst över Nordamerikas stora prärie i södra Kanada och USA:s Mellanvästern, men arten förekommer även i Klippiga bergen.
Pälsen har hela året en gulgrå till gråbrun färg på ovansidan och en vitaktig färg på buken. Som namnet antyder är den största skillnaden till svartsvansad åsnehare (Lepus californicus) den vita svansen. Arten når en längd mellan 57 och 66 centimeter (med svans).
Liksom flera andra harar är vitsvansad åsnehare aktiv mellan skymningen och gryningen. På dagen vilar de i fördjupningar i marken eller gömd bland vegetationen. De skapar flyktvägar genom att trampa ned växtligheten eller gräver under vintern tunnlar i snön. Hastigheten under flykten går upp till 55 km/h. Dessutom kan arten göra 5 meter långa hopp. Utanför parningstiden lever individerna ensamma.
Födan utgörs av olika växtdelar som gräs, örter, kvistar och bark.
Parningen sker mellan februari och juli. I kallare regioner har de bara en kull per år och i varma regioner upp till fyra. Dräktigheten varar ungefär 43 dagar och per kull föds en till elva (vanligen fyra eller fem) ungar. Ungarna är typiska borymmare och honan diar de cirka en månad. Hanar och honor blir könsmogna efter 7 till 8 månader men den första parningen sker under följande vår.
Arten har många naturliga fiender som prärievarg, rävar och rovfåglar. Den jagas även av människan för pälsens och köttets skull. Vitsvansad åsnehare finns därför inte längre i sydöstra delen av det ursprungliga utbredningsområdet (Wisconsin, Iowa, Missouri, Kansas och Nebraska) och även i det stora ekosystemet kring Yellowstone nationalpark har arten försvunnit. I andra regioner är den inte sällsynt och arten listas av IUCN som livskraftig (least concern).